# Stellantis Slovakia
Stellantis Slovakia (do ledna 2021: Groupe PSA Slovakia, do roku 2016: PSA Peugeot Citroën Slovakia) je interní a marktetingový název automobilového závodu v Trnavě na Slovensku, který patří do skupiny Stellantis. Do roku 2021 byl součástí francouzské Groupe PSA. Obchodní jméno příslušné společnosti zní od roku 2006 PCA Slovakia, s.r.o. (mezi roky 2003 a 2006 to bylo Peugeot Citroën Automobiles Slovakia, s.r.o.). 

## Historie
Tři roky po položení základního kamene se v červnu 2006 rozběhla sériová výroba modelu Peugeot 207. Už v prvním čtvrtletí 2009 přišla na trh novinka Citroën C3 Picasso (A58), která se vyrábí výhradně na Slovensku. Denní produkce ve dvou pracovních směnách je aktuálně 900 automobilů. V roce 2009 opustilo výrobní pásy téměř 205 000 vozidel a s tímto objemem produkce se trnavská automobilka stala největším výrobcem automobilů na Slovensku.
PSA Peugeot Citroën Slovakia zaměstnává 3 300 lidí. Vyrábí v trojsměnném provozu. Závod získal certifikát ISO 9001 v lednu 2007, za kvalitu výroby a certifikát životního prostředí ISO 14001 v lednu 2008.

## Produkce
| Rok  | Produkce | Modely automobilů                            |
| ---- | -------- | -------------------------------------------- |
| 2006 | 51 719   | Peugeot 207                                  |
| 2007 | 177 586  | Peugeot 207                                  |
| 2008 | 184 397  | Peugeot 207, Citroën C3 Picasso              |
| 2009 | 205 000  | Peugeot 207, Citroën C3 Picasso              |
| 2010 | 187 000  | Peugeot 207, Citroën C3 Picasso              |
| 2011 | 177 694  | Peugeot 207, Citroën C3 Picasso, Peugeot 208 |
| 2012 | 214 617  | Peugeot 207, Citroën C3 Picasso, Peugeot 208 |
| 2013 | 248 405  | Citroën C3 Picasso, Peugeot 208              |
| 2014 | 255 176  | Citroën C3 Picasso, Peugeot 208              |
| 2015 | 303 018  | Citroën C3 Picasso, Peugeot 208              |
| 2016 | 315 050  | Citroën C3 Picasso, Peugeot 208, Citroën C3  |
| 2017 | 335 296  | Citroën C3 Picasso, Peugeot 208, Citroën C3  |

## Galerie

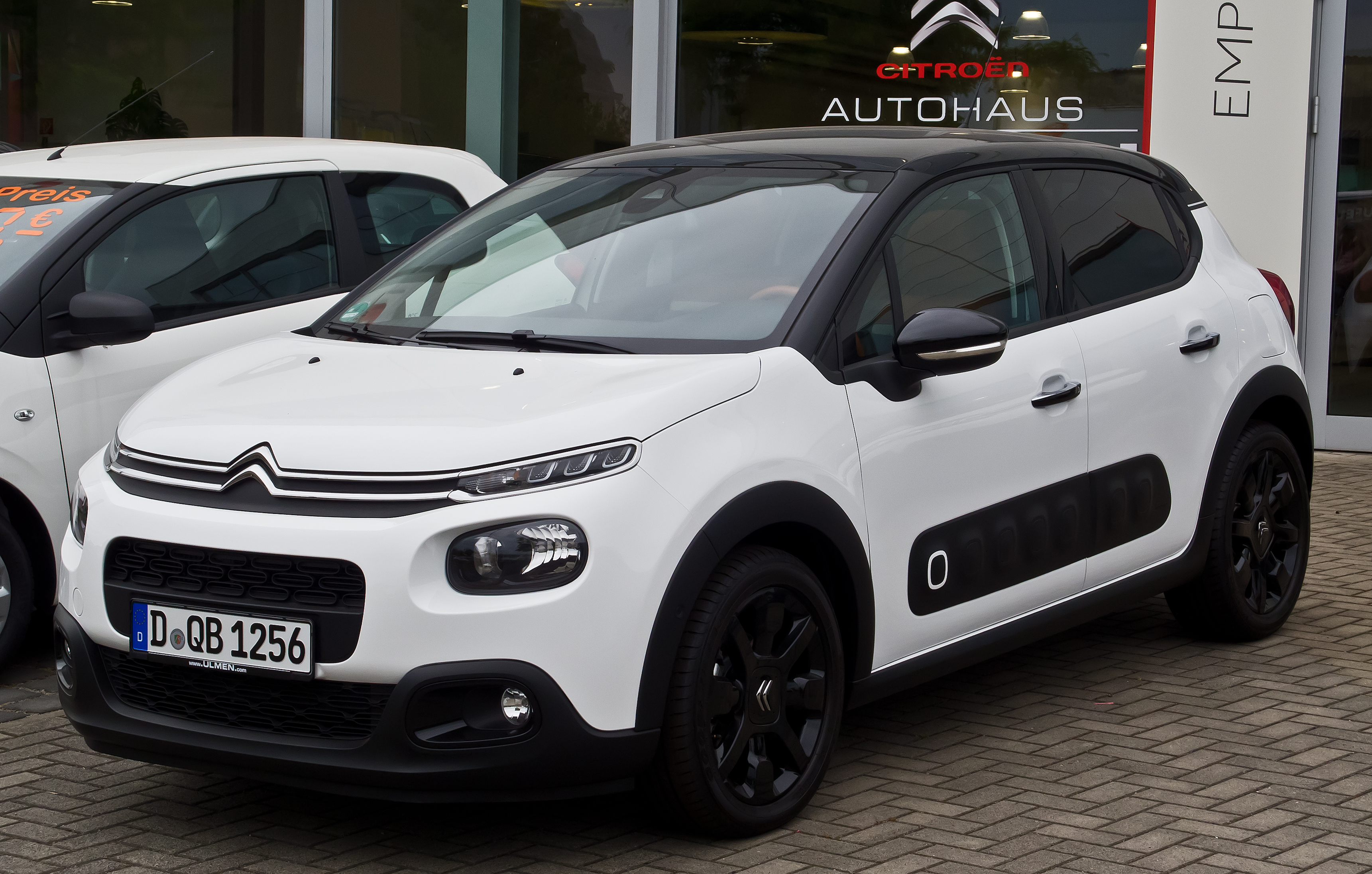
Citroën C3
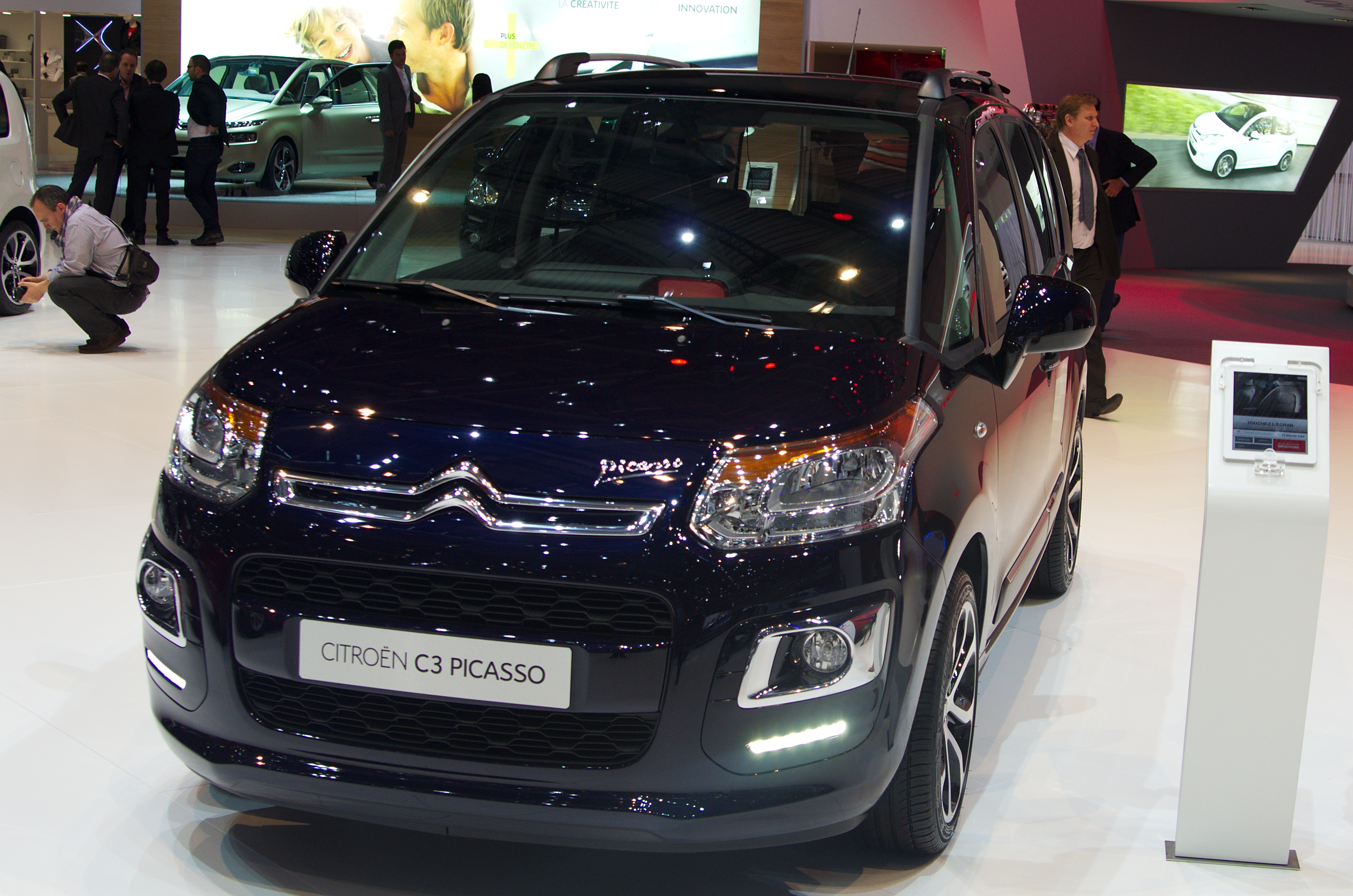
C3 Picasso II. (facelift) 2012
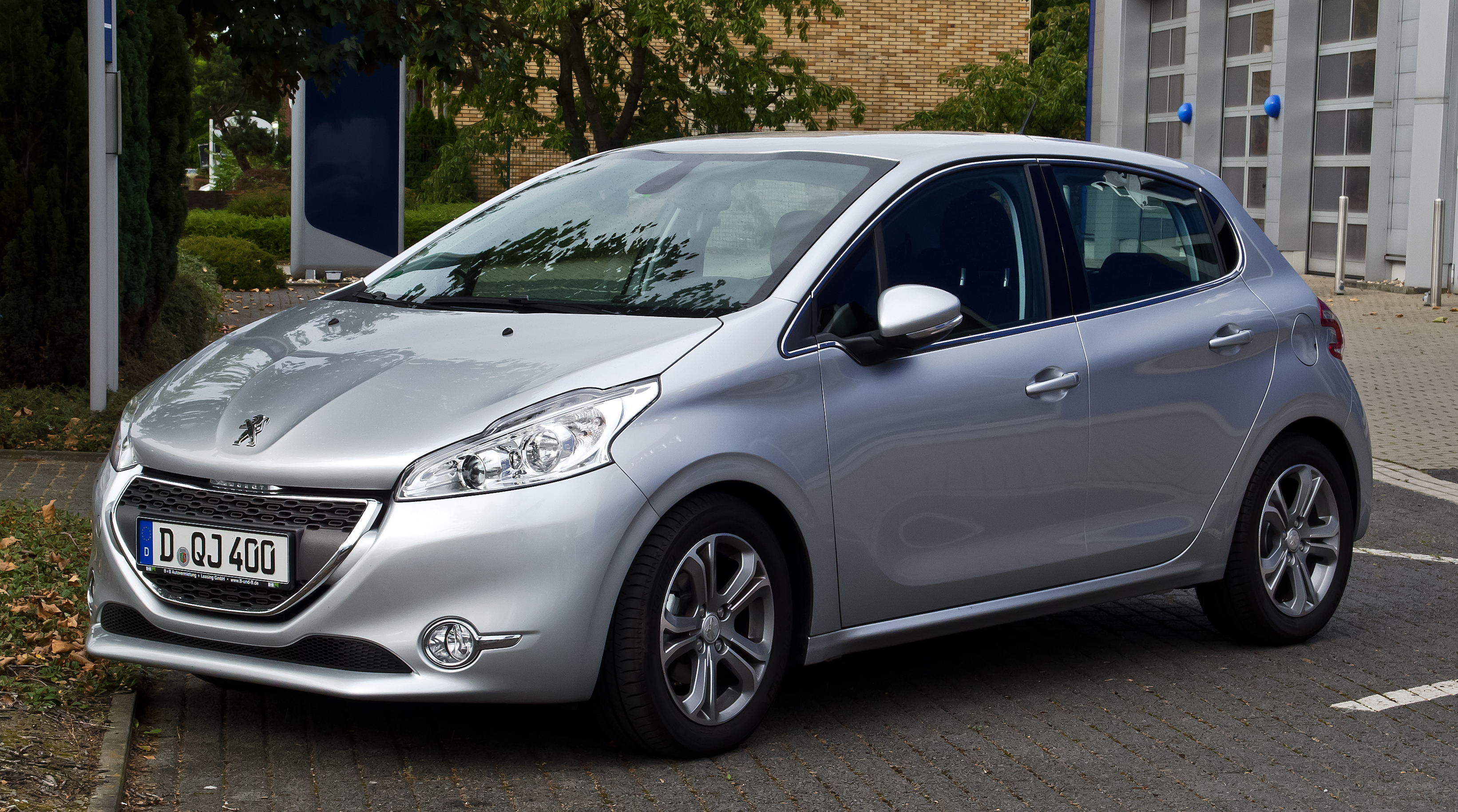
Peugeot 208 (2012)